# 辛迪·山度士
辛迪·山度士(Santiago 'Santi' Santos Andrés，1984年3月1日—），是一名西班牙的職業足球運動員，司職中後衛，現效力於西班牙足球乙二級聯賽球會利安尼沙文化。

## 外部連結
- Santi Santos在BDFutbol中的档案
- Santi Santos at Futbolme （西班牙語）
- Soccerway資料庫：Santi Santos